# Astro Tripper
Astro Tripper är ett datorspel inom genren shoot 'em up som utvecklades av Pompom Games till Playstation Network och Steam för Windows. Spelet är en direkt uppföljare till Space Tripper som släpptes 2005.

### Fotnoter
1. ↑  ”Astro Tripper Release Information for PlayStation 3”. Gamefaqs. https://gamefaqs.gamespot.com/ps3/955593-astro-tripper/data. Läst 19 mars 2018.
2. ↑  ”Astro Tripper Release Information for PC”. Gamefaqs. https://gamefaqs.gamespot.com/pc/642943-astro-tripper/data. Läst 19 mars 2018.